# Croton tamberlikii
Espèce
Croton tamberlikii est une espèce de plantes à fleurs du genre Croton et de la famille des Euphorbiaceae, présente au Brésil.
Il a pour synonyme :
- Oxydectes tamberlikii, (Müll.Arg.) Kuntze